# Isola Matinicus
Matinicus è un'isola dell'Oceano Atlantico sita nella Baia di Penobscot, nel Golfo del Maine, a 32 km da Rockland, il capoluogo della contea di Knox, cui appartiene, nello stato del Maine (Stati Uniti d'America). Essa contava, al censimento del 2000, 51 abitanti, il cui numero nella stagione estiva tuttavia è oggi più che doppio. È collegata alla terraferma da una linea di traghetti da (e per) Rockland e pure da un servizio di aerotaxi operante dall'aeroporto della contea, sito circa 6 km a sud dal centro della stessa città.
Insieme ad altri sette piccoli isolotti è governata come plantation.

## Storia
Il nome dell'isola venne assegnato originariamente dagl'indiani Abenachi, con il significato, nella loro lingua, di "isola lontana". I francesi la utilizzarono come prima base per la pesca.
Nel maggio del 1717 essa divenne oggetto delle attenzioni di un gruppo di pirati al comando del capitano Samuel Bellamy, che, scampati ad una terribile tempesta, avevano ormeggiato la loro nave Anne presso l'isola di Monehan, in attesa di veder comparire la restante parte della piccola flotta pirata con il comandante stesso a bordo della sua nave Whydah. In realtà la Whydah era naufragata nella stessa tempesta cui era scampata la Anne, ed un altro piccolo vascello pirata, il Fisher, presto comunque abbandonato per la Anne, nella notte del 26 aprile 1717 al largo di Cape Cod. Resisi conto infine della realtà, essi si misero ad attaccare navi presso Martinicus e Bristol. Essi adattarono ai loro scopi un piccolo sloop di 25 tonnellate, catturato presso Matinicus, già appartenuto al colonnello Stephen Minot. Essi abbandonarono tutte le loro altre navi (compresa la Anne) da loro catturate e gran parte dei loro prigionieri a Matinicus verso il 9 maggio 1717.
Nel 1750 a Matinicus s'installò abusivamente con la famiglia un certo Ebenezer Hall, che aveva partecipato come sottotenente al vittorioso assedio di Louisbourg, occupata dai francesi, nel 1745. Egli incominciò sull'isola la sua attività di fattore, bruciando il terreno per ottenere un miglior foraggio per le sue mandrie. Con l'occasione diede fuoco anche ad un'altra isoletta vicina, facendo così infuriare gli indiani Penobscot, che utilizzavano quell'isoletta come base per la loro attività di pesca, necessaria alla loro stessa sopravvivenza. La tribù protestò presso le autorità di Boston, e successivamente, nel 1753, presso il governatore che stava a Fort Richmond, minacciando che in assenza di provvedimenti delle autorità contro l'abusivo Hall, si sarebbero fatti giustizia da soli. Il governatore Spencer Phips intimò sì ad Hall ed alla sua famiglia di lasciare l'isola, ma questi non se ne dette per inteso. Il 1º giugno di quattro anni dopo, stufi di attendere, i Penobscot assediarono la casa di Hall ed il giorno 10 dello stesso mese lo uccisero.
Iniziarono così i quasi duecentocinquant'anni di isolamento e di violenze. I residenti ottennero una reputazione di gente che non desiderava il contatto con altri e forestieri e turisti non erano i benvenuti. Non era raro che imbarcazioni a vela in visita venissero accolte a colpi di arma da fuoco e la Polizia di Stato del Maine ebbe ordine di evitare di pernottare sull'isola. Numerose riviste marinare indicavano Matinicus come "porto ostile". Negli anni cinquanta lo Stato rinunciò a far rispettare nell'isola le norme della circolazione stradale, cosicché targhe e freni divennero un optional per i veicoli arrugginiti circolanti sulle strade sterrate dell'isola. Tuttavia, più recentemente, alcuni stranieri acquistarono dei terreni sull'isola costruendovi su dei cottage, cosìcchél'economia isolana migliorò notevolmente grazie ai dollari portati stagionalmente dai turisti, i rapporti coi quali migliorarono decisamente. Solo le eventuali interferenze nella pesca dei granchi comporta guai.
Sull'isola vi è una forte presenza cristiana ed essa è una fermata di routine per la nave Sunbeam della Missione della Costa del Maine. Una chiesa fu costruita sull'isola nel 1906, e gl'isolani vi sono tutti, in qualche modo, affiliati. Questo ed una norma non scritta, che impone di fornire assistenza a chi si trova in difficoltà, stimola i pescatori dell'isola a rispondere prontamente a qualunque richiesta urgente di soccorso in mare nella Baia di Penobscot. Il 16 gennaio 1992 il rimorchiatore Harkness affondò e fu una nave per la pesca dei granchi di Matinicus che uscì e salvò i tre marinai del rimorchiatore. Il salvataggio venne descritto sul numero del marzo 1994 del Reader's Digest.

## Economia
Vi sono dieci principali banchi intorno all'isola Matinicus, che i pescatori dell'isola e quelli di Vinalhaven hanno sfruttato per secoli per pescare merluzzi, eglefini, merlani e brosmi, come anche astici.
Vi sono anche piantagioni e il reddito medio dei coltivatori si aggira intorno ai 32.500 $ annui mentre quello medio delle famiglie è intorno ai 41.000 $. Non vi sono famiglie con redditi inferiori alla soglia di povertà.

## Clima
Il clima intorno a Matinicus è imprevedibile e spesso ostile. Non è raro il caso di venti che soffiano con la forza di uragani per più giorni e talvolta vi sono periodi fra i mesi di giugno ed ottobre in cui vi è una persistente permanenza di nebbia. Benché negli ultimi anni il clima sia stato un po' più mite, i dati storici indicano possibilità di situazioni estreme. Le tempeste invernali sono delle più distruttive e l'ultima significativa fu la bufera del nord-est degli Stati Uniti del 1978.